# Estacada
Estacada – miasto w Stanach Zjednoczonych, w stanie Oregon, w hrabstwie Clackamas.